# 2000 CG105
2000 CG105, também escrito como 2000 CG105, é um objeto transnetuniano (TNO) que está localizado no cinturão de Kuiper, uma região do Sistema Solar. Este corpo celeste é classificado como um cubewano. Ele possui uma magnitude absoluta (H) de 6,6 e, tem um diâmetro estimado com cerca de 211 km, por isso existem poucas chances que o mesmo possa ser classificado como um planeta anão, devido ao seu tamanho relativamente pequeno.

## Descoberta
2000 CG105 foi descoberto no dia 05 de fevereiro de 2000 pelo astrônomo Marc W. Buie.

## Órbita
A órbita de 2000 CG105 tem uma excentricidade de 0.043 e possui um semieixo maior de 46.541 UA. O seu periélio leva o mesmo a uma distância de 44.547 UA em relação ao Sol e seu afélio a 48.536.